# Myriam de Lourdes
Myriam de Lourdes (Cartagena das Índias, 19 de março de 1958) é uma atriz colombiana.

## Filmografia
- Rafael Orozco, el ídolo (2012) Cristina Maestre de Orozco
- ¿Dónde carajos está Umaña? (2012) - Lola del Risco
- Amor de Carnaval (2011)  Hilda Zawaddy
- Chepe Fortuna (2010) "Cuca" Barraza.
- Oye Bonita (2009) "Beatriz Camargo Vda De Otalora"
- La dama de Troya (2008) Esther De la Torre
- Por amor (2006) Magdalena de Rivero del Castillo
- Al ritmo de tu corazón (2004) Brenda
- Mesa para tres (2004)  Rita
- No renuncies Salomé (2003)
- Cazando a un millonario (2001)
- Castillo de naipes (1998)
- Guajira (1996) Josefina
- Café, con aroma de mujer (1994 - 1995)  Ángela Sáenz de Vallejo
- Señora Isabel (1993)
- Pasiones secretas (1993)
- Padres e hijos (1993 - 2000)  Helena Sánchez
- Gallito Ramírez (1986 - 1987)
- El Divino (1987)